# Dan Lambert
 Daniel 'Dan' Lambert (Saint Boniface, Manitoba, Canadá, 12 de enero de 1970) es un exjugador de hockey sobre hielo, que jugó para el seleccionado de hockey de Canadá, donde jugó 29 partidos con el seleccionado nacional, y en la actualidad es asistente técnico de los Nashville Predators de la National Hockey League y también funge como mánager de Scorpio Sky y Ethan Page en All Elite Wrestling.

## Vida personal
Está casado con su esposa Melanie y tiene 2 hijas.

## Carrera reciente
Lambert creció en la comunidad de St. Malo, en el sureste de Manitoba, y jugó hockey menor en St. Malo, Steinbach y Ste. Ana. Jugó una temporada de hockey en la escuela secundaria en Warroad, Minnesota, antes de unirse a los Swift Current Broncos de la Western Hockey League cuando tenía 16 años en 1986.
A mitad de su primera temporada con los Broncos, el autobús del equipo estuvo involucrado en un accidente fatal que cobró la vida de cuatro jugadores de los Broncos (Lambert no estaba en el autobús). Lambert recuerda jugar a través del dolor esa temporada y llegar a los playoffs como su recuerdo de hockey más orgulloso. Dos temporadas después, anotó 102 puntos increíbles en solo 57 juegos de temporada regular. Los Broncos ganaron la Copa Memorial esa temporada; Lambert fue nombrado el Jugador Más Valioso del torneo. Sus 244 asistencias en su carrera se erige como un récord de franquicia.

## Competiciones internacionales
Lambert tuvo la oportunidad de jugar para Canadá en varias ocasiones en competencias internacionales, sobre todo en el Campeonato Mundial Juvenil de 1989 en Anchorage, Alaska. En 2005, Lambert fue nombrado capitán del equipo de Canadá para la Copa de Alemania.

### Como entrenador
Después de retirarse como jugador en el 2009, Lambert se unió a la organización Kelowna Rockets, primero como entrenador asistente y luego como entrenador en jefe. Como entrenador en jefe, llevó a los Rockets a un segundo puesto en la Copa Memorial de 2015. También se desempeñó como uno de los tres entrenadores en jefe de Canadá para el Desafío Mundial de Hockey Sub-17 de 2014.

## AEW (2021-presente)
Lambert hizo su debut en AEW, el 7 de julio del 2021, a lado de Jorge Masvidal y Amanda Nunes, exluchadores de la UFC

### 2022
En el episodio de AEW Dynamite del 2 de febrero, Lambert tuvo un encontronazo con Brandi Rhodes, por el cual hizo que saliera al cuadrilátero Paige VanZant, para que esta última le atacara a Rhodes por lo que salieron muchas luchadoras de los camerinos para poder controlar la situación y que no se le fueran las manos.